# Cater 2 U
Cater 2 U è un singolo del gruppo statunitense Destiny's Child pubblicato il 19 luglio 2005 come quarto estratto dell'album Destiny Fulfilled. Il brano è stato candidato ai Grammy Awards del 2006 nelle categorie alla miglior canzone R&B e alla miglior interpretazione R&B di coppia o di gruppo.
Il singolo è stato l'undicesimo ed ultimo singolo del gruppo ad entrare nella Top20 della Billboard Hot 100.

## Descrizione
Il brano, una ballad R&B è stato scritto dalle stesse componenti del gruppo, Beyoncé Knowles, Kelly Rowland, Michelle Williams, assieme a Rodney Jerkins, Ric Rude e Robert Waller. Dal punto di vista del testo, Cater 2 U parla di donne che vogliono servire in modo remissivo i loro amanti uomini e prendersi cura di loro, perché ammirano il loro duro lavoro e sono ispirate da loro. Il brano rappresenta una continuazione della precedente canzone contenuta in Destiny Fulfilled, Soldier.

## Controversie

### Accuse di oggettivazione e schiavismo della donna
Successivamente alla pubblicazione del brano, numerosi critici musicali hanno contestato il testo del brano.
Nick Reynolds della BBC ha affermato che, sebbene il gruppo si sia «reinventato come dee domestiche per qualche uomo fortunato», la canzone non era né convincente né buona, ritenendo che «Pensavo dovessero essere donne indipendenti?! Non succubi del compagno». Anche Jenny Eliscu di Rolling Stone ha fatto eco alle sue dichiarazioni di Reynolds, scrivendo:«Jerkins dovrebbe vergognarsi per aver contribuito alla realizzazione di Cater 2 U, una sdolcinata canzoncina in cui Knowles, Rowland e Williams si abbassano per dimostrare la loro devozione al loro uomo... Da quando queste donne indipendenti sono diventate così vili?». Il testo del brano è stato criticato anche da Sean Fennessey di Pitchfork, scrivendo che «sfida completamente l'ammiccante empowerment che la maggior parte delle loro più grandi hit fornivano».
Nella seconda edizione del libro Introducing Cultural Studies, gli autori sostennero che la canzone conteneva un testo sull'oggettivazione delle donne, che suggeriva che il loro ruolo di genere era quello di «accontentare e servire il loro uomo fornendogli la cena, un massaggio ai piedi, una manicure, andando a prendere le sue pantofole, e molto altro, su richiesta». Un redattore del Times of India ha trovato in Cater 2 U un tema di assertività femminile; ha osservato che «le donne non si presentano tanto come amanti, quanto come servitori romantici o concubine».

Successivamente alla critiche il membro del gruppo Beyoncé ha raccontato il significato della canzone a MTV News:
(Beyoncé)

Nel 2021 si sono mosse nuove critiche nei confronti del brano sui principali social network, accusando la canzone di ledere la parità di genere, promuovendo la schiavitù sessuale e il maschilismo, proponendo la cancellazione del brano. La cantante Michelle Williams ha commentato le indiscrezioni attraverso un videomessaggio:
(Michelle Williams)

## Riconoscimenti
Grammy Award
- 2006 - Candidatura alla miglior interpretazione R&B di un duo o gruppo[4]
- 2006 - Candidatura alla miglior canzone R&B[4]

Soul Train Music Award
- 2006 - Miglior canzone R&B/Soul di un duo o gruppo[17]

## Video
Il video di Cater 2 U è stato diretto da Jake Nava (già regista di molti video di Beyoncé) e girato in larga parte nel Red Rock Canyon State Park, in California. Il videoclip si apre con alcune riprese che mostrano le ombre che si allungano mentre scende il sole sul paesaggio desertico del Red Rock Canyon; le ragazze della band appaiono nella prima scena completamente nude e avvinghiate l'una all'altra dentro una grotta, con dei laser verdi che vengono proiettati sui loro corpi. Durante ogni ritornello le cantanti vengono mostrate mentre eseguono una coreografia in una striscia di deserto del canyon circondata da basse colonne di vetro a comporre una scenografia essenziale; le cantanti sono vestite in abiti lunghi e succinti di colore blu, che dal ginocchio in poi si aprono in una gonna a pieghe, e ballano di fronte a tre ragazzi che le osservano.
Ogni membro della band ha una sequenza nel video in cui appare da solo. Beyoncé appare in bikini sulla rampa di lancio di una piscina allestita nel deserto, mentre lascia volare via un vestito di seta giallo. Kelly, che nella propria sequenza veste un completo molto corto color kaki e indossa molti gioielli, viene mostrata mentre scende da una Mercedes Benz fermata su una strada che attraversa il deserto, sulla quale inizia a sdraiarsi. La scena in cui appare Michelle da sola è ambientata di notte, e la cantante appare sdraiata su una sdraio trasparente sotto un ombrellone, con un lungo vestito leggero colorato. Nelle scene insieme le cantanti hanno lunghi capelli lisci, mentre in quelle da sole hanno pettinature diverse. Il video si conclude con ognuna delle cantanti che approccia uno dei tre ragazzi mostrati prima, e con il sole che cala del tutto dietro le dune.
Il video è stato presentato in anteprima mondiale al programma di MTV Making the Video, che mostra i retroscena delle riprese, per poi andare in onda per la prima volta a TRL Usa il 14 marzo 2005.

## Successo commerciale
Cater 2 U inizialmente era stato programmato come terzo singolo estratto dall'album, ma poi la scelta è caduta su Girl. Nonostante ciò, le radio hanno iniziato a programmare il singolo insieme a Girl, prima e dopo che quest'ultimo brano venisse scelto come terzo estratto ufficiale. Questa confusione ha inficiato sui risultati in classifica di Cater 2 U, e infatti una volta uscito come quarto singolo ufficiale, molte radio si sono mostrate riluttanti a programmarlo spesso. Il singolo ha iniziato ad acquisire popolarità con l'uscita del video, che è diventato in breve tempo uno dei più visti e richiesti su MTV. Pur non riuscendo ad entrare in top10, il brano ha raggiunto la posizione numero 14 nella Hot 100, riuscendo a superare il precedente singolo Girl (# 23) e a rimanere nella top20 per molte settimane di seguito. Il successo è stato inaspettato, considerando che si trattava di un quarto singolo, ed è stato il quarto brano del gruppo ad entrare nella top20. Nelle classifiche R&b il risultato è stato ancora migliore, arrivando alla posizione numero 3, quando in passato molti successi della band non erano neanche entrati in top5. Nella Hot 100 di fine 2005 il singolo si è classificato al numero 66, mentre nella classifica R&B di fine anno al numero 11.
In Europa il singolo non è stato praticamente pubblicato, ed è uscito solo nei Paesi Bassi (paese dove la band ha sempre avuto successo), nelle cui classifiche non ha comunque raggiunto posizioni alte. In Oceania invece il singolo ha avuto successo. Nella classifica neozelandese il brano è entrato direttamente alla posizione numero 7 il 29 agosto 2005, decretandola come la sua posizione più alta e diventando il decimo singolo della band ad entrare nella top10 del paese. In Australia, dove ha raggiunto la posizione numero 15, è stato l'undicesimo singolo del gruppo ad entrare in top20.

## Classifiche
| Classifica (2005)         | Posizione |
| ------------------------- | --------- |
| Australia                 | 15        |
| Belgio (Fiandre)          | 18        |
| Belgio (Vallonia)         | 8         |
| Nuova Zelanda             | 7         |
| Paesi Bassi               | 47        |
| Stati Uniti               | 14        |
| Stati Uniti (Airplay)     | 4         |
| Stati Uniti (Pop 100)     | 58        |
| Stati Uniti (R&B/Hip-Hop) | 3         |
| Stati Uniti (Dance Club)  | 5         |

## Tracce
- US CD single

1. "Cater 2 U" (Storch Remix Edit)
2. "Cater 2 U" (Storch Remix)
3. "Cater 2 U" (Storch Remix Instrumental)
4. "Cater 2 U" (Album Version)
5. "Cater 2 U" (Joshua Remix)
6. "Cater 2 U" (Grizz to the Club)
7. "Cater 2 U" (Acappella)

- Maxi CD single

1. "Cater 2 U" (Album Version)
2. "Cater 2 U" (Storch Remix Edit)
3. "Cater 2 U" (Grizz to the Club)
4. "Cater 2 U" (J. Beck Dance Remix)
5. "Girl" (Maurice Joshua "U Go Girl" Remix)